# Johann Karl Rodbertus

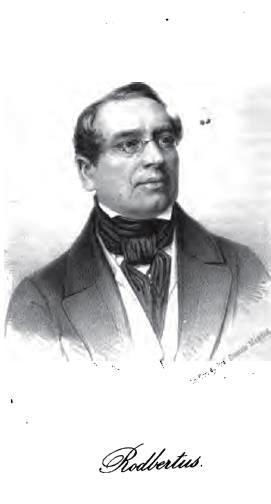
Johann Karl Rodbertus.

Johann Karl Rodbertus (Greifswald, 12 augustus 1805 - Jagetzow, 6 december 1875) was een Duitse socialist. Hij noemde zijn conservatief-socialistische systeem het staatssocialisme.

## Biografie
De vader van Johann Karl Rodbertus was een professor aan de rechtenfaculteit van de Universiteit Greifswald. Johann Karl Rodbertus kocht in 1835 een landgoed genaamd Jagetzow en sindsdien ondertekende hij zijn geschriften met de naam Karl Rodbertus-Jagetzow. In 1837 verscheen zijn eerste socialistische pamflet en hij publiceerde in 1842 het boek Zur Erkentniss unserer Staatswirthschaftlichen Zustände. In 1848 was hij korte tijd de minister van Onderwijs en Cultuur van Pruisen.

## Denkbeelden
Karl Rodbertus was van mening dat de waarde van een product wordt bepaald door de gemiddelde arbeidstijd benodigd voor het produceren ervan (arbeidswaardetheorie). Rodbertus wilde waardebonnen invoeren ter waarde van een hoeveelheid gemiddelde arbeidsuren. Daarnaast vond Rodbertus dat een werknemer het volle equivalent van zijn geleverde arbeid moest krijgen. Volgens hem kwam het volle equivalent voor de werknemers overeen met 30% van de geproduceerde waarde. De fabrikant en de grondeigenaar hadden allebei recht op 30%, terwijl de overige 10% aan de overheid toekwam. Hierdoor zouden er volgens Rodbertus geen overproductiecrisissen meer ontstaan. Deze maatregelen zag Rodbertus als een tussenstadium voor het uiteindelijke “christen-sociale stadium” dat hij verwachtte over ongeveer vijfhonderd jaar. In het christen-sociale stadium zouden alle productiemiddelen in eigendom zijn van de overheid, terwijl privé-eigendom van de consumptiemiddelen zou blijven bestaan.
Volgens Rodbertus zou in het kapitalisme de lonen van de arbeiders altijd rond het niveau van de minimale benodigde bestaansmiddelen fluctueren. Rodbertus had grote invloed op Ferdinand Lassalle die onder andere deze loonwet van Rodbertus overnam.